# Accademia della Crusca

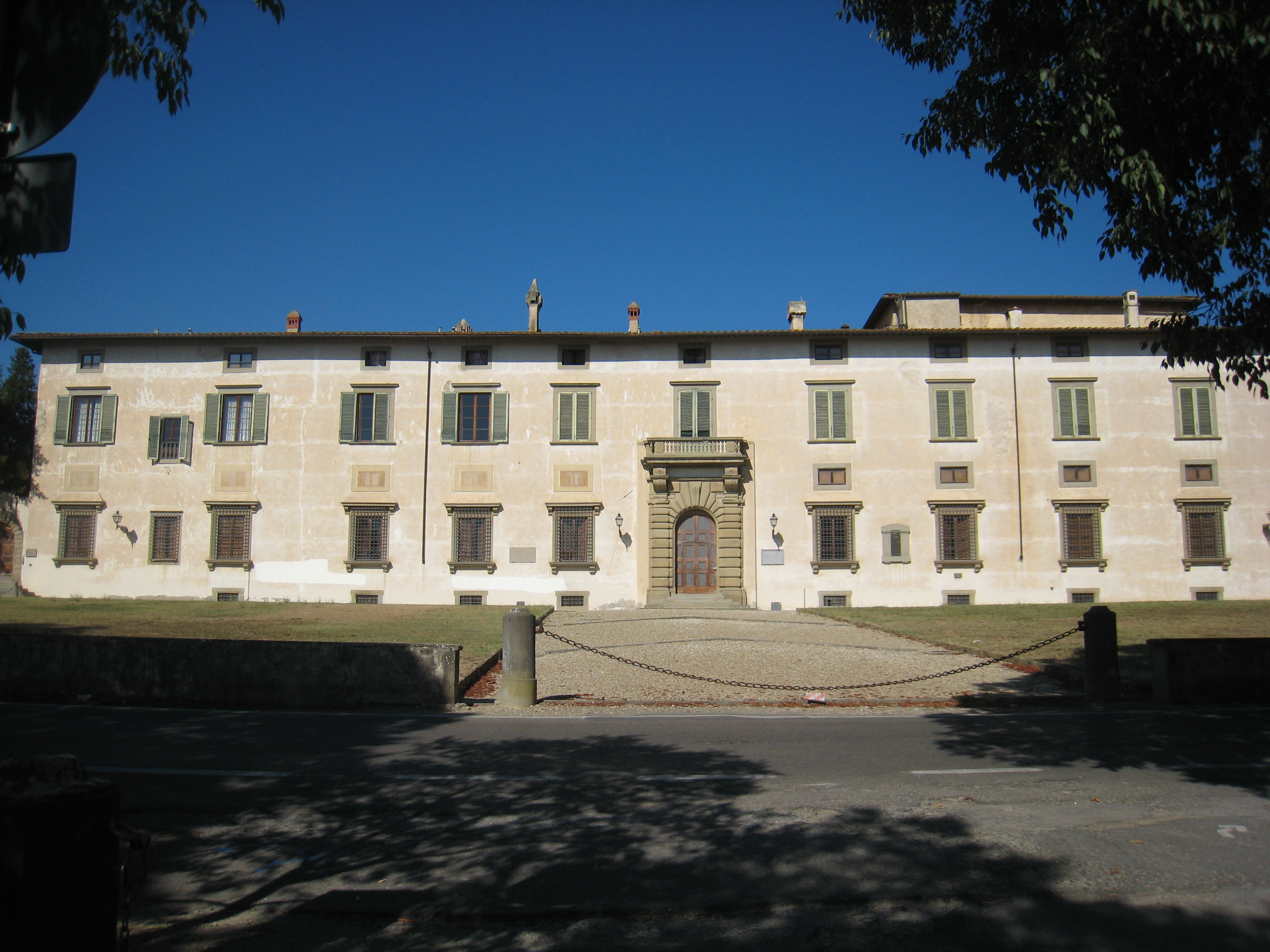
Villa di Castello, sede de la Accademia della Crusca.

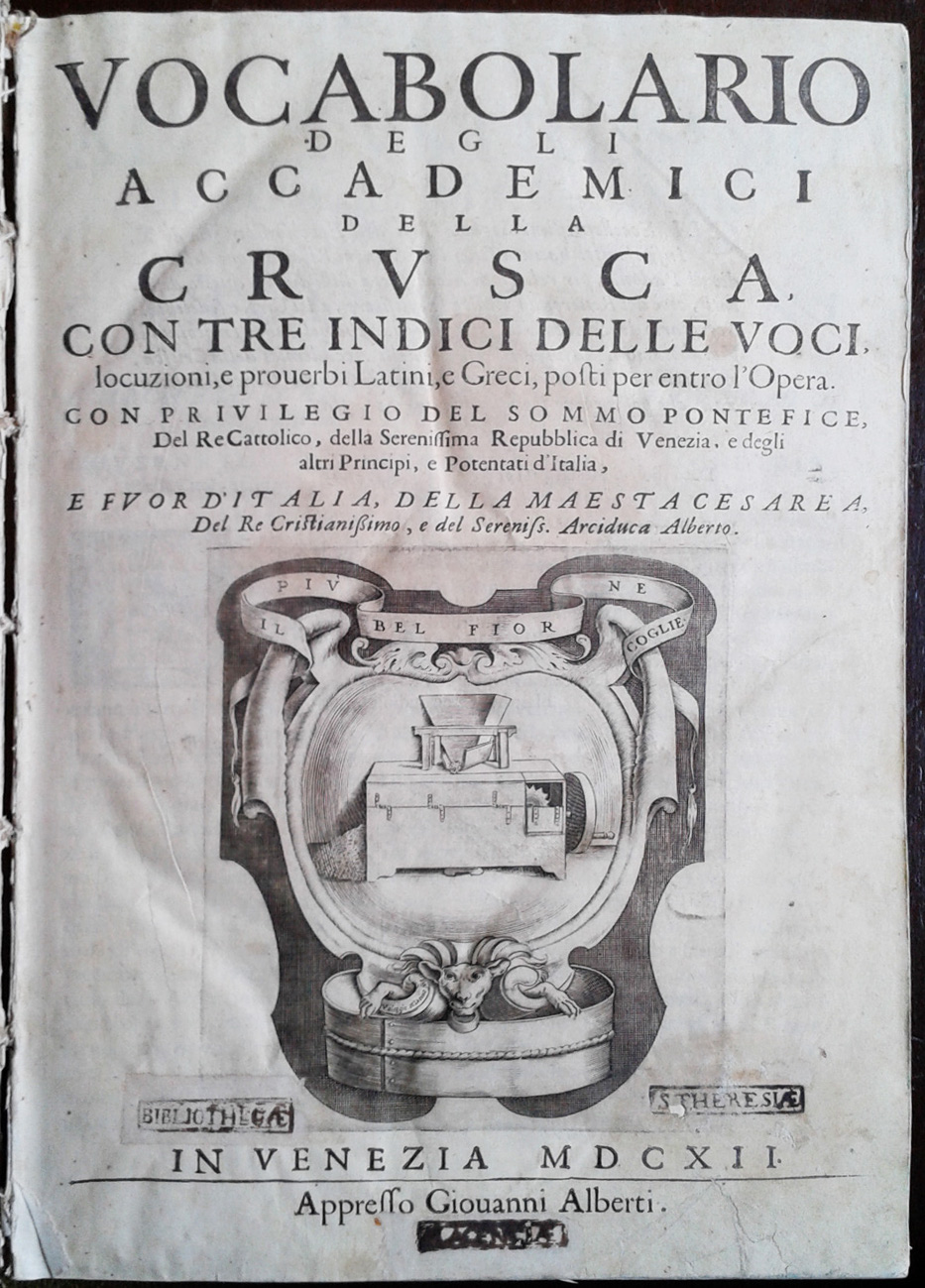
Portada de la primera edición del Vocabolario degli Accademici della Crusca (1612).

La Accademia della Crusca es una institución que recoge estudios científicos de expertos de lingüística y de filología italiana. Es seguramente la institución lingüística más prestigiosa de Italia. Fundada en Florencia en 1583, se ha caracterizado siempre por su empeño en mantener "pura" la lengua italiana original. En el año 1612 publica la primera edición del Vocabulario de la lengua italiana, que sirvió de ejemplo lexicográfico para las lenguas francesa, española e inglesa.
Actualmente el diccionario italiano gestionado por la Accademia della Crusca es un diccionario histórico en lo que respecta al italiano de 1612. Es un fabuloso estudio del italiano antiguo, aunque solo de la variedad literaria, ya que un libro de estas características tiene sus propias limitaciones, no pudiendo recopilar la nutridísima serie de fuentes escritas antiguas de otra naturaleza (libros de memorias, tratados, recetarios, libros de contabilidad, estatutos, documentos de varios géneros, etcétera).

## Historia

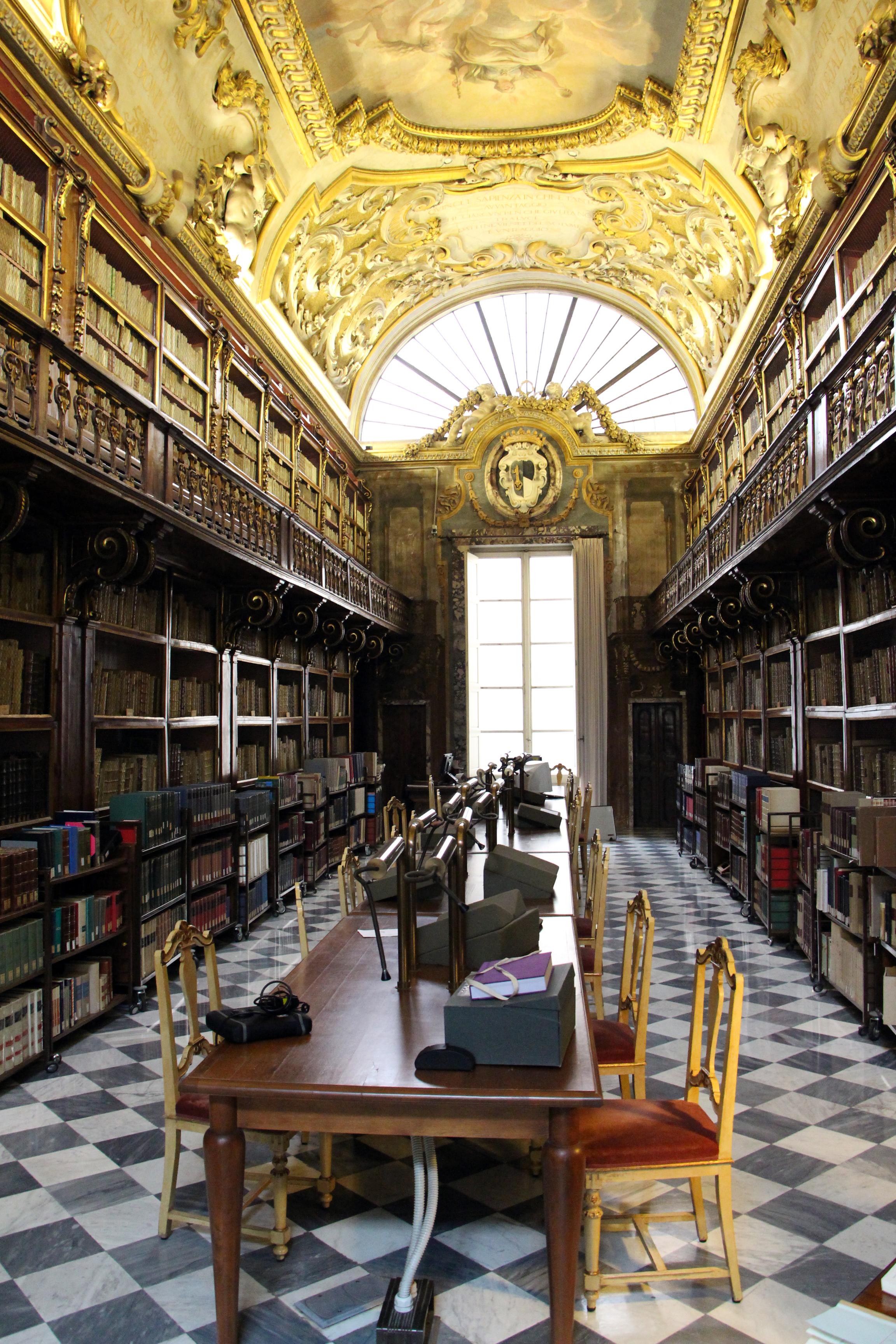
Biblioteca Riccardiana.

El 3 de marzo de 1809 accedió al trono de la Toscana, bajo el respaldo de Napoleón Bonaparte, su hermana menor, Elisa Bonaparte, por más que ella no tuviera poderes para emitir o modificar leyes, leyes que eran solo competencia de Napoleón. 
Todas las leyes, las cartas, las proclamas, los manifiestos, los escritos oficiales en general, eran escritos en francés: esta imposición de una lengua extranjera hizo que el pueblo protagonizara revueltas y quejas, todas las cuales iban encaminadas a que su lengua no fuera eliminada de la vida pública. 
Cabe recordar que los franceses habían llegado al ducado de Toscana en 1799 autoproclamándose como protectores, sin la apariencia de ningún golpe de Estado ni alteración alguna, salvo una: las coacciones hacia Fernando III en lo que respectaba al gobierno del ducado y la promulgación de leyes.
En tales momentos, los florentinos empezaron a ver a los franceses como invasores, ya que todos los edictos o leyes comenzaban siempre por la frase: «Nous voulons...». Estas protestas se transformaron en una revuelta de varias ciudades toscanas contra el ejército francés en Toscana. 
Napoleón, probablemente gracias a estas revueltas, tomó la decisión de que era mejor conceder lo que pedían los toscanos para evitar males mayores y nuevas revueltas.
El 9 de abril de 1809 se concedió a los florentinos el poder hablar en su propia lengua, gracias a un decreto promulgado en el Palacio de las Tullerías. En dicho decreto se afirmaba que «La lengua italiana podrá ser empleada en Toscana, simultáneamente con la lengua francesa, en los tribunales, la administración, en los círculos literarios y en todos los ámbitos privados.»
El 9 de enero de 1811, Napoleón promulgaba un decreto que restablecía la antigua Accademia della Crusca «particularmente encargada de la revisión del diccionario de la lengua italiana y de la conservación de la puridad de la lengua». Gracias a esa reapertura se pudo publicar el quinto diccionario italiano de la Accademia.
En 1813, la Accademia della Crusca compró la Biblioteca Riccardiana, una riquísima colección de libros y manuscritos del italiano antiguo.
Los últimos presidentes han sido Bruno Migliorini (1949-1963), Giacomo Devoto (1964-1972), Giovanni Nencioni (1972-2000), Francesco Sabatini (2000-2008), Nicoletta Maraschio (2008-2014) y Claudio Marazzini (desde 2014).

## Miembros destacados

### Actuales
- Gian Luigi Beccaria
- Pietro Beltrami
- Francesco Bruni
- Francesco D'Ovidio
- Maurizio Dardano
- Piero Fiorelli
- Nicoletta Maraschio
- Tullio de Mauro
- Pier Vincenzo Mengaldo
- Bice Mortara Garavelli
- Max Pfister
- Edgar Radtke
- Cesare Segre
- Luca Serianni
- Alfredo Stussi
- Alberto Varvaro

### Difuntos
- Lodovico Adimari
- Maria Luisa Altieri Biagi
- Michele Amari
- Lorenzo Bellini
- Edmundo de Amicis
- Umberto Bosco
- Giulio Cesare Cortese
- Vincenzo da Filicaja
- Luigi Lanzi
- Jacopo Mazzoni
- Leopoldo de Médici
- Indro Montanelli
- Adolfo Mussafia
- Giovanni Nencioni
- Ignazio Paternò Castello
- Giorgio Petrocchi
- Giuseppe Pitrè
- Pio Rajna
- Luigi Maria Rezzi
- Giovanni Battista Rinuccini
- Domenico de Robertis
- Gerhard Rohlfs
- Alfredo Schiaffini